# バンクシステム
バンクシステム（bank system、造語）、略してバンクとは、映像作品、中でもアニメや特撮において、特定のシーンの動画、あるいは背景を"バンク"（銀行）のように保存し、別の部分で流用するシステムである。違う作品にも使われることがある。一部の漫画家も、このシステムを活用している。

## 概要
基本的に同じシチュエーションのシーンが複数回ある作品で、そのシーンを撮影するコスト（費用）が高い場合のコストダウンとして用いることが多い。そのためテレビドラマなどの作品の場合バンクシステムを用いる必然性が低く、その例も少ない。
テレビアニメの場合、人物、背景、物体が全く同じ反応や動きをする場合、新規に作画し直すことは手間、時間、コストがかかる。よって一度作画した動画の中でよく使われるものはバンクフィルムとして保存し、再活用される。
バンクシステムが本格的に使われたのは、日本初の30分テレビアニメシリーズ『鉄腕アトム』（1963年〜1966年）においてである。必要に応じて預金を引き出せる銀行に例え、手塚治虫が命名した。これにより、アニメーションをテレビ番組として毎週放送することが可能になった。
変身シーンやロボットの合体シーン、必殺技の使用場面など毎回使われるシーンは、制作コスト削減のために最初から流用を前提に作成されることが多い。これは特に、バンクシーンとも呼ぶ。また、一般にヒーロー・ロボットアニメの場合、スポンサー（特に玩具メーカー）は当然ながら自社商品の販売拡大を望んでおり、商品アピールに直接つながる格好良いバンクシーンは必要不可欠とされているため、特にそれらのシーンの動画枚数やカットを増やして制作することで、費用対効果との一石二鳥にもなる。
その一方、見せ場以外で何度もバンクフィルムを使うと作品が単調になるため、視聴者を飽きさせてしまうことに繋がりかねない。そのため、途中で新バージョンを作成する場合もある。また、その場の状況や時系列的に矛盾した場面がフィルムにまぎれ込み、指摘されることが実際しばしばある。昨今は録画や映像ソフトなどで繰り返し見ることが当たり前になったこともあり、ここぞという場面以外での使用を避け、使用する場合でも多少手を加えてバンクと気づかせなくさせたりと、以前のものとは違う場面を作り出すなどの工夫が必要になってきている。
なお日本における実際のアニメ制作現場においては、バンクシーン・バンクフィルムに近い意味でDNという用語も古くから使われている。これはDuplicated Negative(film)に由来し、映像を複製して使いまわすものを言う。いわゆるバンクの一種ではあるが、単に「バンク」と言う場合は流用素材全般（セル画単独・背景画単独など諸々）を指すのに対し、「DN」の場合は撮影済みの映像を使いまわす場合にのみ限定して用いられる。

## アニメ以外でのバンク手法
テレビドラマ
前述の通り使用例は少ないが、『胸キュン刑事』の胸キュンのシーンや『大空港』のスタントシーンで使われた例がある。
また、NHKの大河ドラマでは合戦シーンのフィルムなどを一部使いまわすことがある。『武田信玄』で行われたほか、『葵 徳川三代』の関ヶ原の戦いのシーンは、『功名が辻』などその後の作品でも一部が流用されている。大河ドラマの映像は同じくNHKの歴史情報番組『その時歴史が動いた』などでも一部加工を施した形で流用されることが多い。
映画・特撮
映画や特撮では、ライブフィルムと言う。ライブはライブラリーから来ている。
基本的に光学合成やコンピュータグラフィックス、ミニチュアの変形シークエンスなどのコストが高いシーンでアニメ同様に変身や合体、必殺技のシーンが多く、これらをライブフィルムとして使う。
バラエティ番組
『シルシルミシル』では、ソファに寝そべって携帯電話でメールを出す北斗晶、タンメンのギャグをする河本準一、VTRを退屈そうに見る上田晋也など、初回に用いた時とは違う意図で過去の素材（上田は没映像）を流用している。
コミック
漫画家では松本零士、赤松健、漫☆画太郎、井上紀良、美水かがみ、あずまきよひこらが、コピーを多用しており有名である。コンピュータが一般的になった現在では、寺沢武一など多くの漫画家がCGを導入しており、漫画制作におけるバンクは一般的なものとなりつつある。